# Engenho de erva-mate
Engenho de erva-mate é o nome dado a uma unidade industrial especializada no beneficiamento da erva-mate (Ilex Paraguariensis).

## História
O mate já era conhecido e consumido pelos indígenas antes da chegada dos portugueses no Brasil em 1500, e da chegada dos espanhóis nos países latino-americanos. Após assimilarem o seu uso, os colonizadores europeus passaram a explorar economicamente os ervais nativos e, com o tempo, os cultivados. Assim sendo, criou-se um aparato empresarial envolvendo a produção da erva-mate, seu beneficiamento, transporte e comercialização.
Da metade do século XVI até 1632, a extração de erva-mate foi a atividade econômica mais importante da Província Del Guayrá, território que abrangia todo o atual Estado do Paraná. O beneficiamento da erva-mate se dava em engenhos, sendo que a mecanização e modernização do processo produtivo representaram o princípio da atividade industrial no
 Estado do Paraná no século XIX.
A importância dos engenhos de erva-mate teve início no século XIX, mais precisamente em 1820, quando o comerciante portenho Francisco de Alzagaray se estabeleceu em Paranaguá e construiu um engenho de beneficiamento de erva-mate para abastecer o mercado argentino. Nessa época, os curitibanos não processavam a erva, que era um hábito indígena. A erva-mate era, então, produzida no Planalto e beneficiada no Litoral. O percurso era feito pela Estrada da Graciosa em mulas que carregavam o produto em surrões de couro e cestos de taquara. Com o passar do tempo, os engenhos foram subindo a serra, uma vez que a estrada da Graciosa recebeu melhorias. As mulas começaram a ser substituídas por carroções. Devido à proximidade dos engenhos com os centros de produção, a economia da erva-mate obteve um grande salto. Surgiram inúmeros engenhos na região de Curitiba e somente em Campo Largo havia mais de quatorze.
O Engenho da Rondinha, mais conhecido como engenho do Parque Histórico do Mate, situado no município de Campo Largo, distante 17 quilômetros de Curitiba/PR, é o único dos engenhos da erva-mate do século XIX que restaram no Brasil. Esse engenho foi construído pelo capitão Carlos José de Souza Franco entre 1850 e 1876, até que, em 1894, foi adquirido pelo imigrante italiano Pedro Paulo Marchiorato, que realizou alterações radicais nos equipamentos, passando de engenho a moinho de cereais. Em 1968, o Engenho da Rondinha foi tombado pelo Patrimônio do Estado e, em 1985, pelo Patrimônio Nacional.
O maior exportador de erva-mate do Paraná e maior produtor de erva-mate do mundo foi Ildefonso Pereira Correia, o Barão do Cerro Azul. Aos vinte e sete anos e em sociedade, o Barão do Cerro Azul instalou seu primeiro engenho de erva-mate em Antonina/PR. Quatro anos depois, viajou aos Estados Unidos para exibir seus produtos na Exposição Americana, obtendo grande sucesso. Com a construção da estrada da Graciosa, transferiu suas atividades para Curitiba, onde adquiriu e modernizou o Engenho Iguaçu e construiu o Engenho Tibagi.

## Etapas
A erva-mate passa por 5 etapas até chegar ao consumo final.
Na preparação da erva-mate ou cancheamento (ciclo desenvolvido pelo produtor que abrange as operações de colheita, sapeco, secagem, malhação ou trituração) destacam-se duas fases distintas: a primeira no erval, a segunda nos engenhos.
O preparo do mate nos ervais inicia-se com a colheita, feita a facão ou a foice, transversalmente de baixo para cima.
A hora propícia a esta operação influencia na qualidade do produto, pois é necessário que as folhas do mate não estejam molhadas pelo sereno, devendo a colheita ser realizada nas primeiras horas de sol.

### Colheita

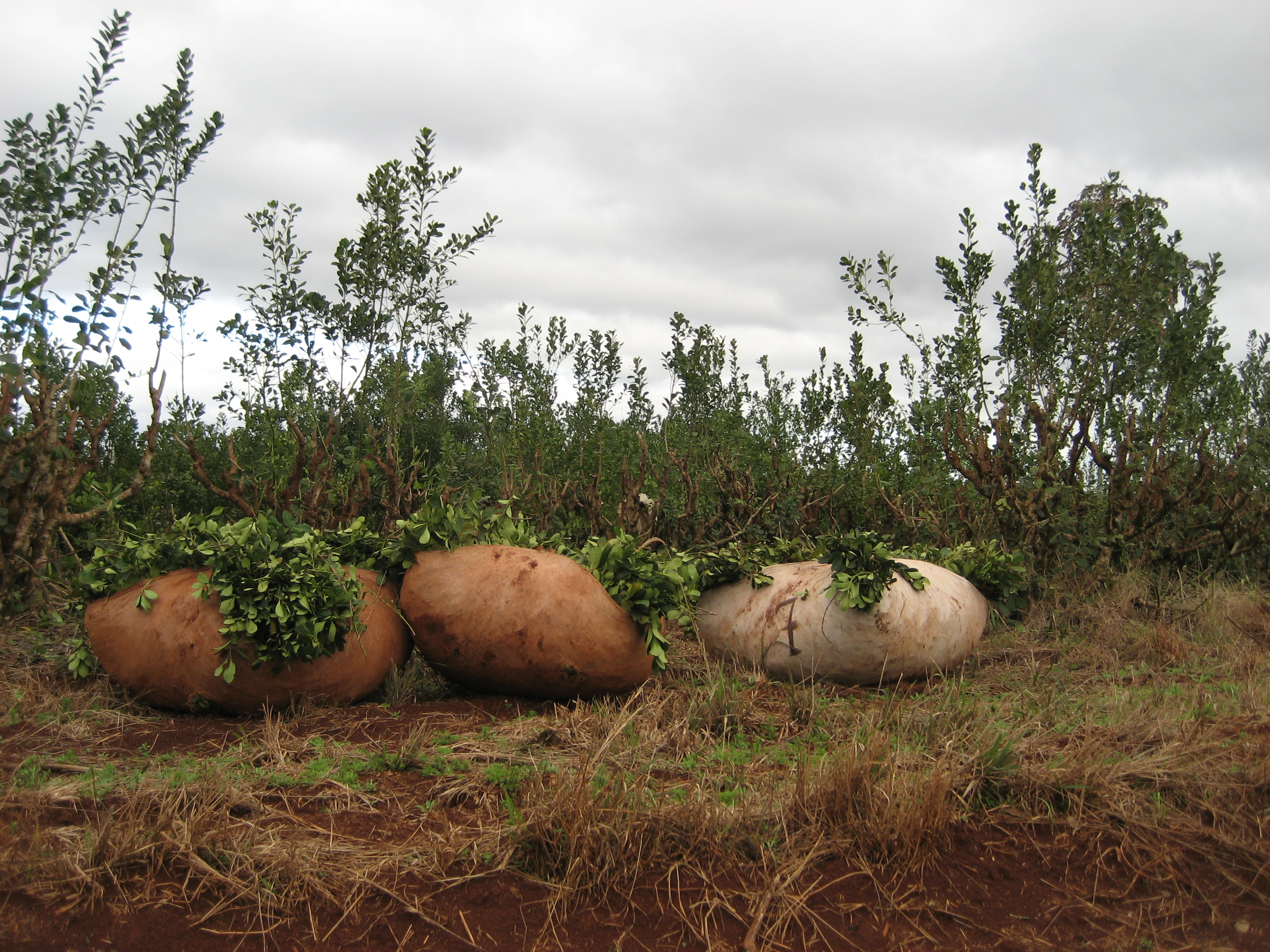
Sacos de erva-mate colhida na província de Misiones, na Argentina.

A colheita é feita na época da poda, regulamentada por portaria do Instituto Brasileiro de Desenvolvimento Florestal (IBDF), e vai de abril a setembro de cada ano.

### Sapeco

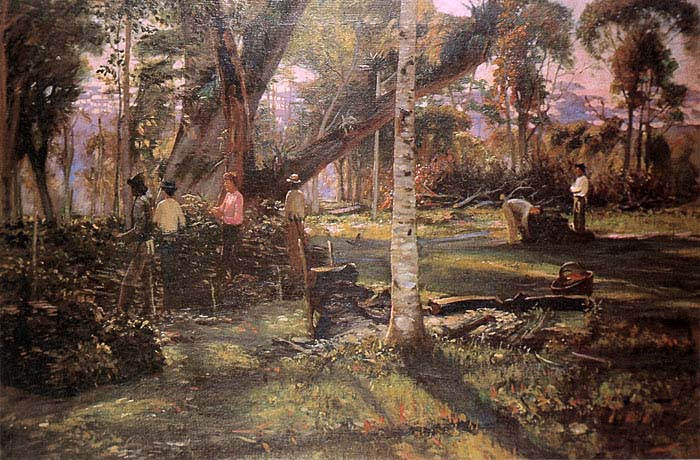
"Sapeco da erva-mate", pintura de Alfredo Andersen (1860-1935).

Logo após o desbaste, as folhas são passadas rapidamente numa fogueira feita muitas vezes ainda no erval. Esta operação destina-se a abrir os vasos aquosos das folhas, realizando, assim, a desidratação. O sapeco (do tupi antigo apek, "queimar levemente") é, portanto, a submissão dos ramos enfolhados à ação do fogo.

### Secagem

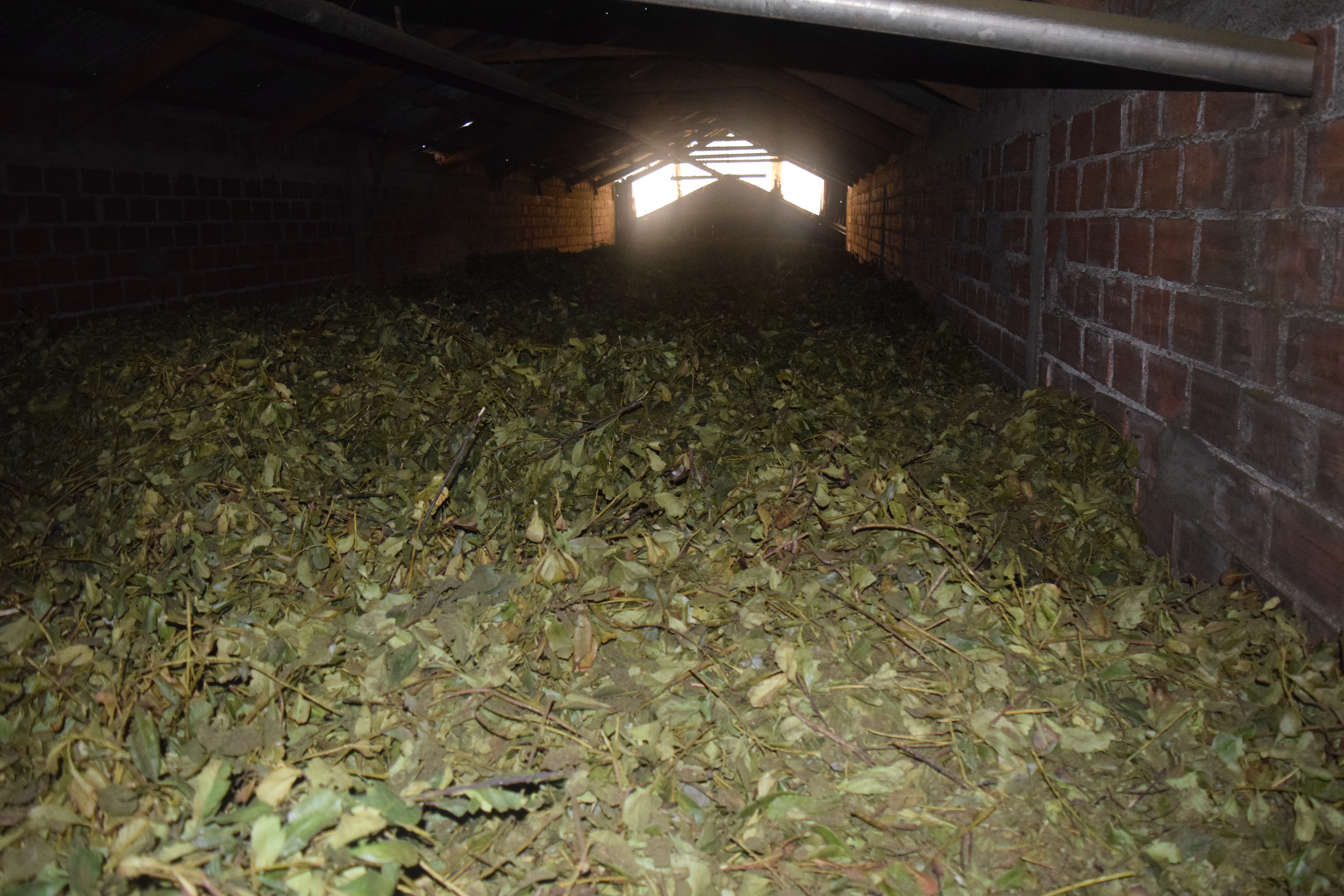
Erva-mate secando, pouco antes de ser cancheada, em Campo Ramón, na província de Misiones, na Argentina.

A secagem pode ser feita em primitivos carijos, em barbaquás ou em aperfeiçoados secadores mecânicos e consiste na retirada da umidade da erva. O sistema mais utilizado é o uso do barbaquá, em que a erva-mate é disposta em um estrado de madeira, sobre a boca de um túnel, que conduz o calor produzido por uma fornalha, permanecendo ali por aproximadamente vinte horas, para a completa torrefação das folhas.

### Trituração

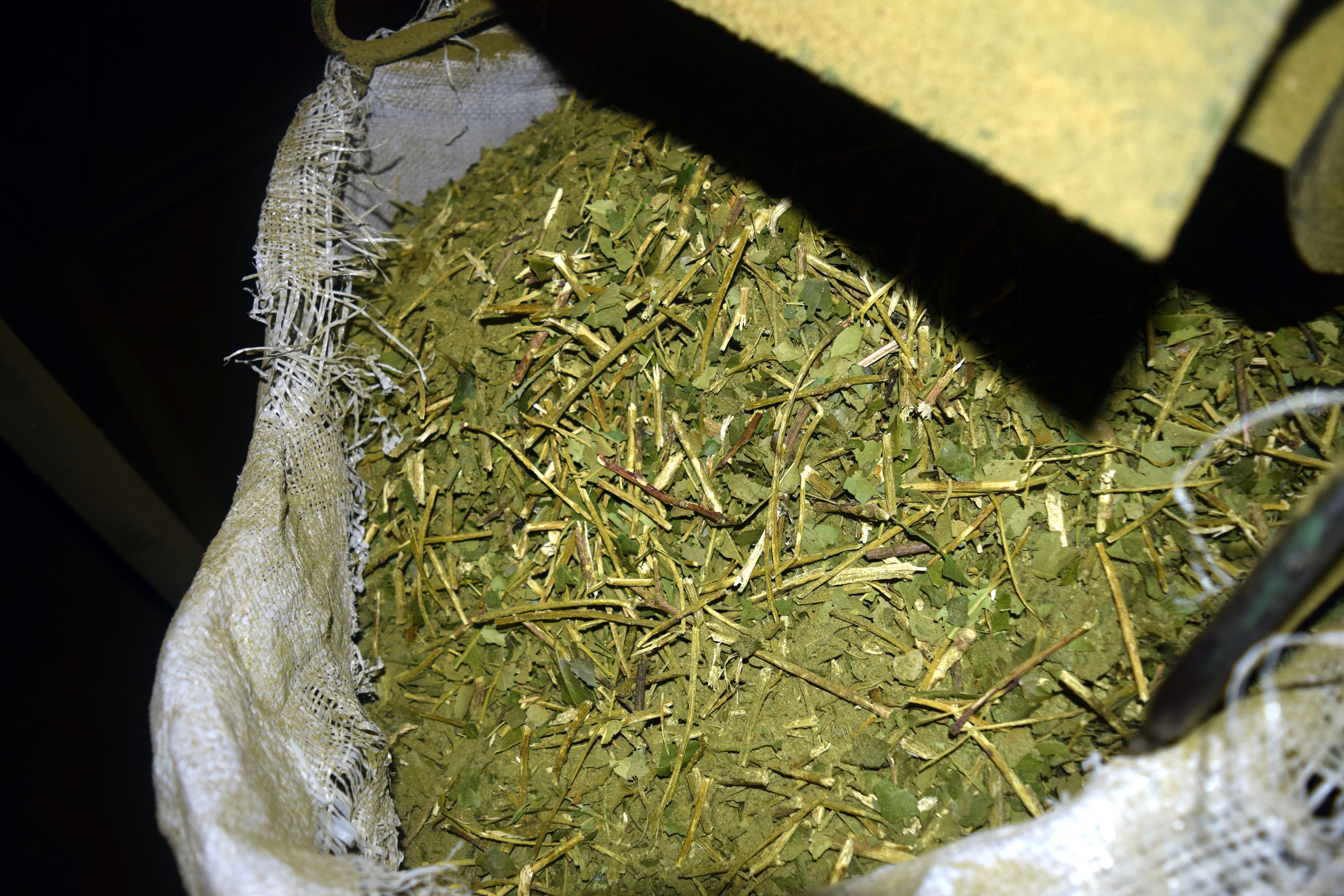
Erva-mate triturada, pouco antes de ser enviada para o moinho.

Depois de seca, a erva é levada para a cancha (plataforma circular assoalhada dotada ou não de furos), onde é triturada por um malhador (peça de madeira de forma troncônica) munido de dentes, que rola sobre a erva, movido por tração animal.
Em tempos mais remotos, a malhação da erva era feita sobre um couro de boi, utilizando-se facões ou aporreadores de madeira ou de ferro. Depois de seca, a erva é levada para a cancha (plataforma circular assoalhada dotada ou não de furos), onde é triturada por um malhador (peça de madeira de forma troncônica)
 munido de dentes, que rola sobre a erva, movido por tração animal.
Em tempos mais remotos, a malhação da erva era feita sobre um couro de boi, utilizando-se facões ou aporreadores de madeira ou de ferro.

### Beneficiamento
Passando por todo o processo de cancheamento, a erva-mate está pronta para ser utilizada pelos engenhos para sua elaboração final.